# ۳ خرداد
۳ خرداد شصت و پنجمین روز از سال در گاه‌شماری خورشیدی است. به پایان سال ۳۰۰ روز (۳۰۱ روز در سال کبیسه) مانده‌است.

## رویدادها
- ۵۹۹ - سپاه جبه نویان به دروازه های نیشابور رسید [۱] [۲]
- ۱۳۰۲ - زمین‌لرزه ۱۳۰۲ کاج‌درخت
- ۱۳۶۱ - آزادسازی خرمشهر
- ۱۳۷۰ - حادثه ۳ خرداد ۱۳۷۰ ایلیوشین ایل-۷۶
- ۱۳۸۴ - گشایش موزه هدایای ریاست‌جمهوری خاتمی
- ۱۳۹۰ - انفجار پالایشگاه نفت آبادان
- ۱۴۰۱ - حادثه ۳ خرداد ۱۴۰۱ فروند چنگدو جی-۷ نهاجا

## زادروزها
- ۱۲۹۶ - احمد صدر حاج‌سیدجوادی، سیاستمدار
- ۱۳۰۴ - احمد اقتداری، ایران‌شناس
- ۱۳۳۲ - بیژن بیژنی، خواننده و خوشنویس
- ۱۳۴۹ - منیرالدین بیروتی، نویسنده
- ۱۳۵۰ - آرش قادری، فیلم‌نامه نویس و کارگردان
- ۱۳۵۱ - حمیدرضا آذرنگ، بازیگر، نویسنده، کارگردان و صداپیشه
- ۱۳۷۹ - کوثر صدقی، داروساز ایرانی
- 1365- سعید نورمحمدی ده بالایی .

## درگذشت‌ها
- ۱۳۵۸ - اکبر گودرزی، بنیان‌گذار و رهبر گروه فرقان
- ۱۳۶۱ - محمدامین ادیب طوسی، ادیب و پژوهشگر
- ۱۳۸۲ - عماد رام، آهنگساز و خواننده
- ۱۳۸۴ - محمدرضا آقاسی، شاعر
- ۱۳۸۹ - کامبیز جمالی، بازیکن فوتبال
- ۱۳۹۱ - ستاره فرمانفرمائیان، مادر مددکاری اجتماعی ایران
- ۱۳۹۳ - مه‌آفرید امیرخسروی، از متهم‌های اختلاس ۳ هزار میلیارد تومانی